# 日本チェーンストア協会
日本チェーンストア協会（にほんチェーンストアきょうかい、英: Japan Chain Stores Association）は、総合スーパー、スーパーマーケットなどのチェーンストアの業界団体である。略称はJCA。

## 会員資格
通常会員
- チェーンストアを営む小売業法人であって、11店舗以上または年商10億円以上のもの。
- チェーンストア事業を営む小売業法人を直接の子会社に持つ持株会社。

賛助会員
- 協会の趣旨に賛同し、これに協力するもの。

## 会員企業数
- 通常会員 54社
- 特別賛助会員 20社
- 賛助会員 376社

（2023年3月17日現在）

## 歴代会長
○表示は、名誉会長。●表示は、創業者。
| 代 | 氏名       | 社名（当時）            | 会社での肩書き（当時） | 任期            |
| -- | ---------- | ----------------------- | ---------------------- | --------------- |
| 1  | 中内㓛○    | 主婦の店ダイエー●       | 代表取締役社長         | 1967年 - 1976年 |
| 2  | 岡田卓也○  | ジャスコ●               | 代表取締役社長         | 1976年 - 1978年 |
| 3  | 伊藤雅俊○  | イトーヨーカ堂●         | 代表取締役社長         | 1978年 - 1980年 |
| 4  | 西川俊男○  | ユニー●                 | 代表取締役社長         | 1980年 - 1984年 |
| 5  | 中原功     | 東急ストア              | 代表取締役社長         | 1984年 - 1986年 |
| 6  | 清水信次   | ライフストア●           | 会長兼CEO              | 1986年 - 1988年 |
| 7  | 高丘季昭   | 西友                    | 会長                   | 1988年 - 1991年 |
| 8  | 高丘季昭   | 西友                    | 会長                   | 1991年 - 1992年 |
| 9  | 小林敏峯   | ニチイ●                 | 会長                   | 1992年 - 1993年 |
| 10 | 中内㓛○    | ダイエー●               | 会長兼CEO              | 1993年 - 1994年 |
| 11 | 鈴木敏文   | イトーヨーカ堂          | 代表取締役社長         | 1994年 - 1995年 |
| 12 | 二木英徳   | ジャスコ                | 代表取締役社長         | 1995年 - 1996年 |
| 13 | 小林敏峯   | マイカル●               | 会長                   | 1997年 - 1998年 |
| 14 | 中内㓛○    | ダイエー●               | 会長兼CEO              | 1998年 - 1999年 |
| 15 | 鈴木敏文   | イトーヨーカ堂          | 会長                   | 1999年 - 2000年 |
| 16 | 岡田元也   | ジャスコ                | 代表取締役社長         | 2000年 - 2001年 |
| 17 | 渡辺紀征   | 西友                    | 代表取締役社長         | 2001年 - 2002年 |
| 18 | 渡辺紀征   | 西友                    | 代表取締役社長         | 2002年 - 2003年 |
| 19 | 川島宏     | 東急ストア              | 代表取締役社長         | 2003年 - 2005年 |
| 20 | 佐々木孝治 | ユニー                  | 代表取締役社長         | 2005年 - 2007年 |
| 21 | 林紀男     | イズミヤ                | 代表取締役社長         | 2007年 - 2009年 |
| 22 | 亀井淳     | イトーヨーカ堂          | 代表取締役社長         | 2009年 - 2011年 |
| 23 | 清水信次   | ライフコーポレーション● | 会長兼CEO              | 2011年 - 2018年 |
| 24 | 小濵裕正   | カスミ                  | 取締役会長             | 2018年 - 2020年 |
| 24 | 小川信行   | 東急ストア              | 取締役相談役           | 2020年 - 2022年 |
| 25 | 三枝富博   | イトーヨーカ堂          | 取締役会長             | 2022年 - 2024年 |
| 25 | 尾崎英雄   | フジ                    | 会長兼CEO              | 2024年 -        |